# U.S. Post Office Johnstown

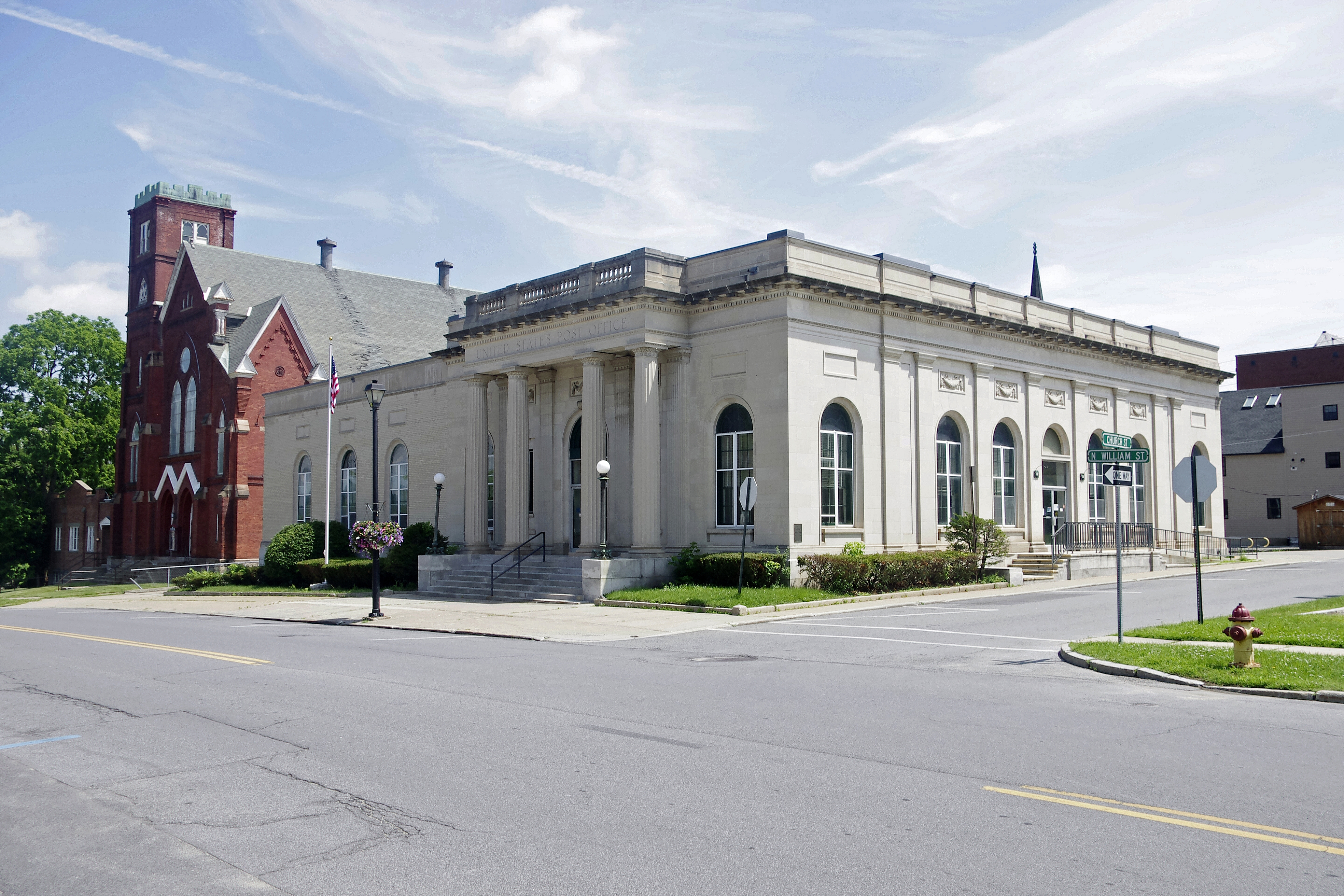
U.S. Post Office Johnstown

Das U.S. Post Office Johnstown ist ein unter Denkmalschutz stehendes, 1913 fertiggestelltes Gebäude des United States Postal Service in Johnstown, New York.

## Baugeschichte
Das Gebäude liegt im historischen Stadtkern von Johnstown an der Ecke William Street/Church Street (offizielle Adresse: „14 N William St, Johnstown, NY 12095“).
Auftraggeber für den Bau war das Office of the Supervising Architect, eine Behörde, die von 1852 bis 1939 für die Gebäude des US-Finanzministeriums verantwortlich war. Die Errichtung des Bauwerks erfolgte 1913/1913, 1965/1966 kam es zu einer Erweiterung.
Der ursprüngliche Gebäudekomplex ist ein einstöckiges fünf auf sieben Joche umfassendes im neoklassizistischen Still errichtete Kalksandsteingebäude auf einem Granitsockel. Der Haupteingang wird durch einige Granittreppenstufen erreicht. Das Gebälk dort wird von vier dorischen Säulen gehalten. Das Postamt ist mit hohen halbkreisförmigen Bogenfenstern und mit einem umlaufenden Fries ausgestattet.

## Denkmalschutz
Im Jahr 1989 wurde das Gebäude als erhaltens- und schützenswertes Baudenkmal in das National Register of Historic Places aufgenommen.